# Saison 5 de L'Agence tous risques
 (janvier 2025).
La mise en forme du texte ne suit pas les recommandations de Wikipédia : il faut le « wikifier ».
Les points d'amélioration suivants sont les cas les plus fréquents :
- Les titres sont pré-formatés par le logiciel. Ils ne sont ni en capitales, ni en gras.
- Le texte ne doit pas être écrit en capitales (les noms de famille non plus), ni en gras, ni en italique, ni en « petit »…
- Le gras n'est utilisé que pour surligner le titre de l'article dans l'introduction, une seule fois.
- L'italique est rarement utilisé : mots en langue étrangère, titres d'œuvres, noms de bateaux, etc.
- Les citations ne sont pas en italique mais en corps de texte normal. Elles sont entourées par des guillemets français : « et ».
- Les listes à puces sont à éviter, des paragraphes rédigés étant largement préférés. Les tableaux sont à réserver à la présentation de données structurées (résultats, etc.).
- Les appels de note de bas de page (petits chiffres en exposant, introduits par l'outil «  Source ») sont à placer entre la fin de phrase et le point final[comme ça].
- Les liens internes (vers d'autres articles de Wikipédia) sont à choisir avec parcimonie. Créez des liens vers des articles approfondissant le sujet. Les termes génériques sans rapport avec le sujet sont à éviter, ainsi que les répétitions de liens vers un même terme.
- Les liens externes sont à placer uniquement dans une section « Liens externes », à la fin de l'article. Ces liens sont à choisir avec parcimonie suivant les règles définies. Si un lien sert de source à l'article, son insertion dans le texte est à faire par les notes de bas de page.
- La présentation des références doit suivre les conventions bibliographiques. Il est recommandé d'utiliser les modèles {{Ouvrage}}, {{Chapitre}}, {{Article}}, {{Lien web}} et/ou {{Bibliographie}}. Le mode d'édition visuel peut mettre en forme automatiquement les références.
- Insérer une infobox (cadre d'informations à droite) n'est pas obligatoire pour parachever la mise en page.

Pour une aide détaillée, merci de consulter Aide:Wikification.
Si vous pensez que ces points ont été résolus, vous pouvez retirer ce bandeau et améliorer la mise en forme d'un autre article.

La saison 5 de la série télévisée L'Agence tous risques comporte treize épisodes diffusés de septembre 1986 à mars 1987.
Les personnages de Frankie Santana joué par Eddie Velez et du général Hunt Stockwell joué par Robert Vaughn complètent l'équipe de L'Agence tous risques.

## Épisode 1:Un témoin capital
Titre original
Dishpan Man : The Court Martial (Part 1)
Numéro de production
86 (5 - 1)
Première diffusion
- États-Unis : NBC, 26 septembre 1986

Réalisation
Tony Mordente
Scénario
Stephen J. Cannell
Résumé détaillé

Après avoir été envoyé à l'hôpital pour un accident sur le tournage du film, Hannibal est kidnappé par le général à la retraite Hunt Stockwell. Il propose au colonel de choisir entre d'aller en prison ou de réaliser une mission avec l'Agence tous risques pour son compte. L'Agence doit sauver un groupe d'otages d'un vol détourné en Espagne. Pour l'inciter à agir, Stockwell révèle que l'ancien allié, le capitaine Josh Curtis, est à bord de l'avion et qu'il pourrait avoir des informations qui pourraient laver le nom de l'Agence tous risques. Mais tout ne se déroule pas comme prévu...

## Épisode 2:Condamnation
Titre original
Trial by Fire: The Court Martial (Part 2)
Numéro de production 
87 (5 - 2)
Première diffusion
- États-Unis : NBC, 3 octobre 1986

Réalisation
Les Sheldon
Scénario
Tom Blomquist
Résumé détaillé

L'Agence tous risques est envoyée devant une cour martiale, avec des témoins (parmi lesquels le colonel Roderick Decker) et un récit du « crime qu'ils n'ont pas commis ». Josh Curtis est accusé d'avoir donné de fausses informations, mais il ne rejoindra pas la cour martiale. Craignant que Murdock ne soit suspecté, Hannibal, Futé et Barracuda  nient l'existence d'autres membres, et ils sont condamnés à l'issue de l'audience. Pendant ce temps, Frankie Santana, un collègue d'Hannibal dans son travail de cascadeur, et Murdock recherchent des preuves pour prouver l'innocence du reste de l'équipe...

## Épisode 3:Exécution
Titre original
Firing Line: The Court Martial (Part 3)
Numéro de production
88 (5 - 3)
Première diffusion
- États-Unis : NBC, 10 octobre 1986

Réalisation
Michael O'Herlihy
Scénario
Frank Lupo
Résumé détaillé

Le temps presse pour l'équipe car leur exécution est imminente. En prison, chaque membre de l'A-Team réagit dans ses pensées selon sa nature : Hannibal essaie de réfléchir à un plan d'évasion ; le dernier souhait de Futé est qu'une belle fille lui serve du champagne ; Barracuda. est sauvé par Murdock, mais Murdock fait tellement de demandes folles que Barracuda préférerait faire face au peloton d'exécution ! Murdock et Frankie cherchent désespérément l'aide de Stockwell pour aider l'équipe à s'échapper, mais ils sont repoussés. Hannibal, Futé et Barracuda doivent se rendre à l'évidence, ils seront exécutés. Mais l'équipe réapparait quelques jours plus tard ; que s'est-il passé ?

## Épisode 4:Match au sommet
Titre original
Quarterback Sneak
Numéro de production
89 (5 - 4)
Première diffusion
- États-Unis : NBC, 17 octobre 1986

Réalisation
Craig R. Baxley
Scénario
Paul Birnbaum
Résumé détaillé

L'Agence tous risques, travaille pour Hunt Stockwell. La mission qu'il leur confit, consiste à un voyage en Allemagne de l'Est pour faire sortir un scientifique spécialiste de la guerre chimique qui a changé d'avis sur son invention. Alors qu'Hannibal se fait passer pour le propriétaire d'une équipe de football pour occuper le patron du scientifique, le reste de l'Agence tous risques doit sécuriser la femme du scientifique...
Commentaires
Des images du match d'ouverture de la saison 1983 de l'USFL entre les New Jersey Generals et les Los Angeles Express sont utilisées. 
Invités spéciaux : Joe Namath dans le rôle de T.J. Bryant, John Matuszak dans le rôle de Davey Miller et Jim Brown dans le rôle de Steamroller.

## Épisode 5:Théorie de la révolution
Titre original
The Theory of Revolution
Numéro de production
90 (5 - 5)
Première diffusion
- États-Unis : NBC, 24 octobre 1986

Réalisation
Sidney Hayers
Scénario
Burt Pearl & Steven L. Sears
Résumé détaillé

Le général Stockwell envoie son équipe sur la petite île de San Marcos. L'équipe doit libérer deux agents de renseignement américains qui ont été faits prisonniers par un dictateur impitoyable. Frankie tombe amoureux de Juanita, une locale, et prend l'affaire personnellement. Mais Il s'avère que le navire sur lequel les agents ont été emmenés a plus de valeur qu'eux..

## Épisode 6:Une vieille amitié
Titre original
The Say UNCLE Affair
Numéro de production
92 (5 - 6)
Première diffusion
- États-Unis : NBC, 31 octobre 1986

Réalisation
Michael O'Herlihy
Scénario
Terry D. Nelson
Résumé détaillé

Dans l'intro, l'Agence tous risques s'infiltre en Sibérie et vole un avion de chasse secret de l'URSS. L'Agence tous risques doit faire face à l'ancien partenaire de Stockwell devenu adversaire, Ivan Trigorin alias « Brown Fox » lorsqu'il kidnappe Stockwell, ce dernier envoie un code à l'équipe pour trouver l'avion. Des années auparavant, emprisonné à Cuba, Trigorin avait été « brisé » et avait trahi Stockwell. L'équipe n'a que 36 heures pour réussir sa mission et libérer Stockwell, sinon ils retourneront devant la cour martiale.
Commentaires
Invité spécial : David McCallum dans le rôle d'Ivan Trigorin.
David McCallum et Robert Vaughn étaient les stars de The Man From U.N.C.L.E., auquel le titre de cet épisode fait référence.

## Épisode 7:Mort sur ordonnance
Titre original
Alive at Five
Numéro de production
91 (5 - 7)
Première diffusion
- États-Unis : NBC, 7 novembre 1986

Réalisation
Craig R. Baxley
Scénario
Bill Nuss
Résumé détaillé

Futé prévoit de quitter l'Agence tous risques lors de la prochaine mission impliquant le crime organisé contre les syndicats, ne croyant plus qu'ils peuvent obtenir un pardon (bien qu'un cauchemar à propos de Stockwell soit la cause réelle de ce désagrément, et fasse même penser à Frankie que Stockwell pourrait être capable d'infiltrer leurs rêves). Bien que Futé fasse penser à l'Agence tous risques que Stockwell leur ment peut-être à propos d'un pardon juste pour continuer à les utiliser, il est ignoré. Mais il découvre la vérité ...

## Épisode 8:Réunion de famille
Titre original
Family Reunion
Numéro de production
93 (5 - 8)
Première diffusion
- États-Unis : NBC, 14 novembre 1986

Réalisation
James Darren
Scénario
Steven L. Sears
Résumé détaillé

Dans un épisode spécial dont la fin a été décidée par les téléspectateurs, l'Agence tous risques doit aider un ancien conseiller politique à retrouver sa fille disparue en échange d'un journal intime aux ramifications politiques importantes. À l'insu de Futé, le conseiller prétend être son père, un fait que Murdock apprend au cours de l'épisode, ce qui provoque deux dilemmes chez Murdock : doit-il ou non en parler à son ami ? et est-ce bien le père de Futé ?
Commentaires
Première mention de la petite amie de Murdock, Erica.

## Épisode 9:Le point de non-retour
Titre original
Point of No Return
Numéro de production
94 (5 - 9)
Première diffusion
- États-Unis : NBC, 18 novembre 1986

Réalisation
Bob Bralver
Scénario
Burt Pearl
Résumé détaillé

L'Agence tous risques se rend à Hong Kong après la disparition d'Hannibal au cours d'une mission solo visant à localiser un noyau nucléaire. Le problème est que s'il n'est pas stocké correctement, il empoisonnera lentement toute personne se trouvant à proximité. Stockwell leur demande de terminer la mission dans les temps. Comment l'équipe va t-elle faire sans son chef et le récupérer ?
Commentaires
Invités spéciaux : Soon Tek-Oh, Nancy Kwan, Rosalind Chao et Dustin Nguyen

## Épisode 10:Le Crâne de cristal
Titre original
The Crystal Skull
Numéro de production
95 (5 - 10)
Première diffusion
- États-Unis : NBC, 28 novembre 1986

Réalisation
Michael O'Herlihy
Scénario
Bill Nuss
Résumé détaillé
L'Agence tous risques se retrouve mêlée à un conflit entre deux tribus en guerre au sujet d'un artefact religieux qu'elles ont récupéré pour Stockwell. L'artefact tombe entre les mains de Murdock, la tribu le prend pour un dieu. Au même moment, des escrocs tentent de profiter de l'erreur de la tribu. 

## Épisode 11:Lame de fond
Titre original
The Spy Who Mugged Me
Numéro de production
96 (5 - 11)
Première diffusion
- États-Unis : NBC, 2 décembre 1986

Réalisation
Michael O'Herlihy
Scénario
Paul Bernbaum
Résumé détaillé

Murdock doit prendre l'apparence d'un agent secret de type James Bond nommé Logan Ross afin d'empêcher un assassin professionnel connu sous le nom de Jaguar d'accomplir sa prochaine mission.

## Épisode 12:La Guerre des étoiles
Titre original
The Grey Team
Numéro de production
97 (5 - 12)
Première diffusion
- États-Unis : NBC, 30 décembre 1986

Réalisation
Michael O'Herlihy
Scénario
Tom Blomquist
Résumé détaillé

Un agent du gouvernement doit remettre de faux documents sur le projet « Star Wars » à un Russe dans le cadre d'une opération d'infiltration. Cependant, sa fille l'entend et pense qu'il trahit l'Amérique. Elle les vole donc et se cache chez son amie âgée. L'Agence tous risques est appelée pour récupérer les dossiers afin que l'opération d'infiltration puisse se dérouler sans accroc. Hannibal fait passer Murdock pour un médecin connaissant le processus pour attirer les Russes. Quelle sera la réaction de l'équipe quand elle découvrira qu'elle a été dupée ?
Commentaires
Bien qu'il s'agisse de l'avant-dernier épisode à être diffusé, il s'agit en fait du dernier épisode de la série.

## Épisode 13:Soirée de détente
Titre original
Without Reservations
Numéro de production 98 (5 - 13)
Première diffusion
- États-Unis : NBC, 6 mars 1987

Réalisation
John Peter Kousakis
Scénario
Bill Nuss
Résumé détaillé

Futé et Frankie sont invités par Murdock à diner dans son restaurant (celui qu'il possède avec Erica), mais lors de cette soirée 3 malfrats attaquent un client du restaurant. Futé est gravement blessée, comment contacter Hannibal et Barracuda  qui sont restés à la villa sans téléphone ? et Futé va-t-il s'en sortir?

## Commentaires
Bien qu'il s'agisse du dernier épisode de la série à être diffusé, il s'agit en fait de l'avant-dernier épisode. Il a été diffusé dans le désordre plus de deux mois après La Guerre des étoiles, pour des raisons qui restent obscures. 
Un indice visuel de l'ordre des épisodes est que dans La Guerre des étoiles, Murdock est vu portant un T-shirt sur lequel est écrit « Fini », tandis que dans cet épisode, il est vu portant un T-shirt sur lequel est écrit « Presque fini ».